# Amadi
Amadi è uno dei 28 Stati del Sudan del Sud. Istituito nel 2015, ha per capitale Mundri e si estende nella regione dell'Equatoria.